# Cewa sercowa

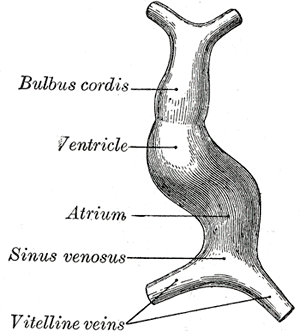
Cewa sercowa według Graya

Cewa sercowa – najwcześniejsze stadium w rozwoju zarodkowym serca. Tworzą ją, zgodnie z kierunkiem przepływu krwi, zatoka żylna, pierwotny przedsionek serca, pierwotna komora serca, opuszka serca i pień tętniczy. Powstaje głównie z mezodermy trzewnej. 